# Zearing
La ville américaine de Zearing est située dans le comté de Story, dans l’État de l’Iowa. Elle comptait 554 habitants en 2000.

## Histoire
La localité a été nommée en hommage au juge William Mitchell Zearing, originaire de Chicago, qui avait fait don d’une cloche à la première église.

## Source
- (en) Cet article est partiellement ou en totalité issu de l’article de Wikipédia en anglais intitulé « Zearing, Iowa » (voir la liste des auteurs).